# Fredrik Ekblom
Fredrik Ekblom, född 6 oktober 1970 i Kumla, är en svensk racerförare.

## Racingkarriär

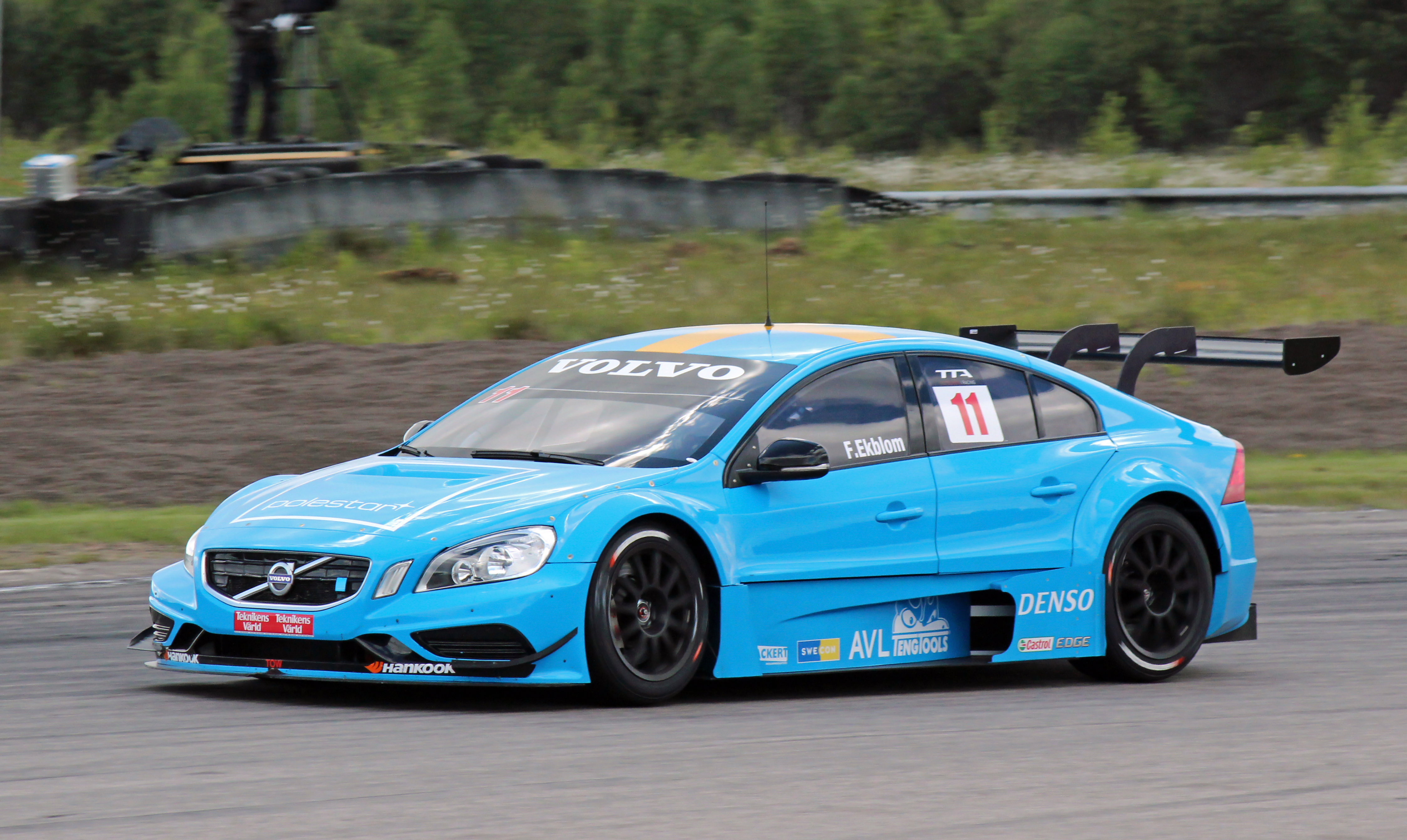
Fredrik Ekblom i TTA – Elitserien i Racing på Anderstorp Raceway 2012.

Ekblom har bland annat tävlat i Champ Car World Series, Le Mans 24-timmars, Swedish Touring Car Championship, European Touring Car Championship och Formel 3000. 1991 blev han tvåa i det brittiska Formel 3000-mästerskapet. Han har även vid ett fåtal tillfällen hoppat in i World Touring Car Championship. Han har blivit mästare i Swedish Touring Car Championship tre gånger, 1998, 2003 och 2007.
Ekblom var tidigare förare i European Touring Car Championship-teamet Racing Bart Mampaey, där han sedan ersattes av den flerfaldiga mästaren Andy Priaulx.
Säsongen 2009 bildades ett nytt team i Swedish Touring Car Championship, Team Biogas.se. Ekblom blev, tillsammans med Patrik Olsson, teamets förare. Teamet körde med biogasdrivna Volkswagen Scirocco-bilar. Säsongen 2010 hade teamet fått mer konkurrenskraftiga bilar och Ekblom slutade tredje plats totalt, efter tre segrar under säsongen. Under säsongen 2011 vann Team Biogas.se teammästerskapet före Polestar Racing, men Ekblom blev tvåa totalt i förarmästerskapet bakom Chevroletföraren Rickard Rydell. Ekblom hade dock fortfarande chansen att bli mästare när sista racet startade, men Rydell vann med två poängs marginal. Team Biogas.se lämnade dock in en protest mot Rydell, då de ansåg att han kört om Thed Björk under gulflagg, men efter långa utredningar och protester lades fallet ned den 27 januari 2012, fyra månader efter säsongsavslutningen.
Inför säsongen 2012 skrev Ekblom på ett treårskontrakt med Polestar Racing i det nystartade mästerskapet, TTA – Elitserien i Racing. Han kör där en bil med Volvo S60-liknande kaross, med Thed Björk som teamkamrat. Ekblom tog sin första seger i säsongens andra race, som gick på Anderstorp Raceway, efter att ha startat från andra rutan bakom Robert Dahlgren.

## Externa länkar

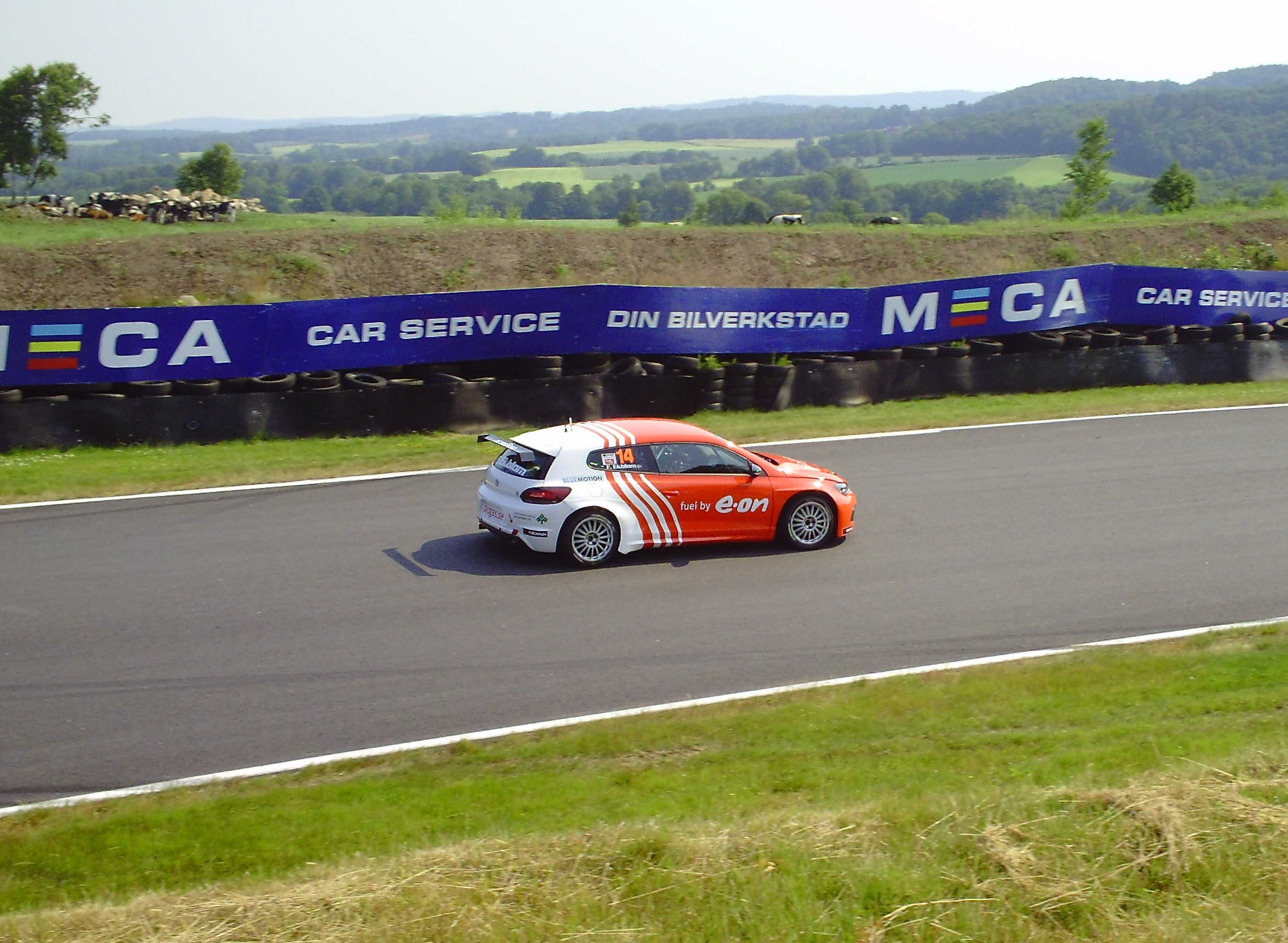
Fredrik Ekblom i en Volkswagen Scirocco i Swedish Touring Car Championship på Falkenbergs Motorbana 2010.